# Leucotrichum schenckii
Leucotrichum schenckii är en stensöteväxtart som först beskrevs av Georg Hans Emmo Wolfgang Hieronymus, och fick sitt nu gällande namn av Paulo Henrique Labiak. Leucotrichum schenckii ingår i släktet Leucotrichum och familjen Polypodiaceae. Inga underarter finns listade.